# Smoleńsk
Smoleńsk (ros. Смоленск, biał. Смаленск) – miasto w Rosji, stolica obwodu smoleńskiego. Położone nad Dnieprem. W 2020 roku liczyło 325 tys. mieszkańców.
Węzeł kolejowy i drogowy. Leży na szlaku kolejowym z Warszawy do Moskwy. Siedziba prawosławnej eparchii smoleńskiej i wiaziemskiej.
Od XI wieku stolica Księstwa Smoleńskiego, które od XIV wieku było lennem książąt litewskich. W latach 1395–1514 i 1611–1654 w granicach Wielkiego Księstwa Litewskiego. Od 1508 roku stolica województwa smoleńskiego. Najbardziej na wschód wysunięte miasto wojewódzkie Rzeczypospolitej. Miejsce obrad sejmików ziemskich. Główna twierdza tzw. Bramy Smoleńskiej.
W XIX wieku Polacy w Smoleńsku byli trzecią, po Rosjanach i Żydach, największą grupą narodowościową. W latach 1919–1922 Smoleńsk należał do Białoruskiej SRR. 6 maja 1985 roku otrzymał tytuł „miasto-bohater” (ros. Город-герой).
10 kwietnia 2010 roku rozbił się w nim polski Tu-154, zabijając 96 osób, w tym prezydenta Polski, Lecha Kaczyńskiego i jego żonę, Marię.

## Historia

### Średniowiecze
Pierwsze wzmianki o Smoleńsku pochodzą z 863 roku. Był ośrodkiem plemienia Krywiczów i ważnym punktem na szlaku od Waregów do Greków. Od 882 roku wchodził w skład Rusi Kijowskiej. W IX – X wieku w Gniezdowie (14 km od Smoleńska) znajdował się wielki ośrodek handlowo-wojskowy wikingów.
Od XI wieku stolica Wielkiego Księstwa Smoleńskiego. W czasach panowania Włodzimierza Monomacha na jednym z siedmiu wzgórz, na których leżał Smoleńsk, zbudowany został sobór Zaśnięcia Matki Bożej (zburzony w 1611, później odbudowany), od czego wzgórze zyskało nazwę Wzgórza Soborowego.

### W granicach Litwy

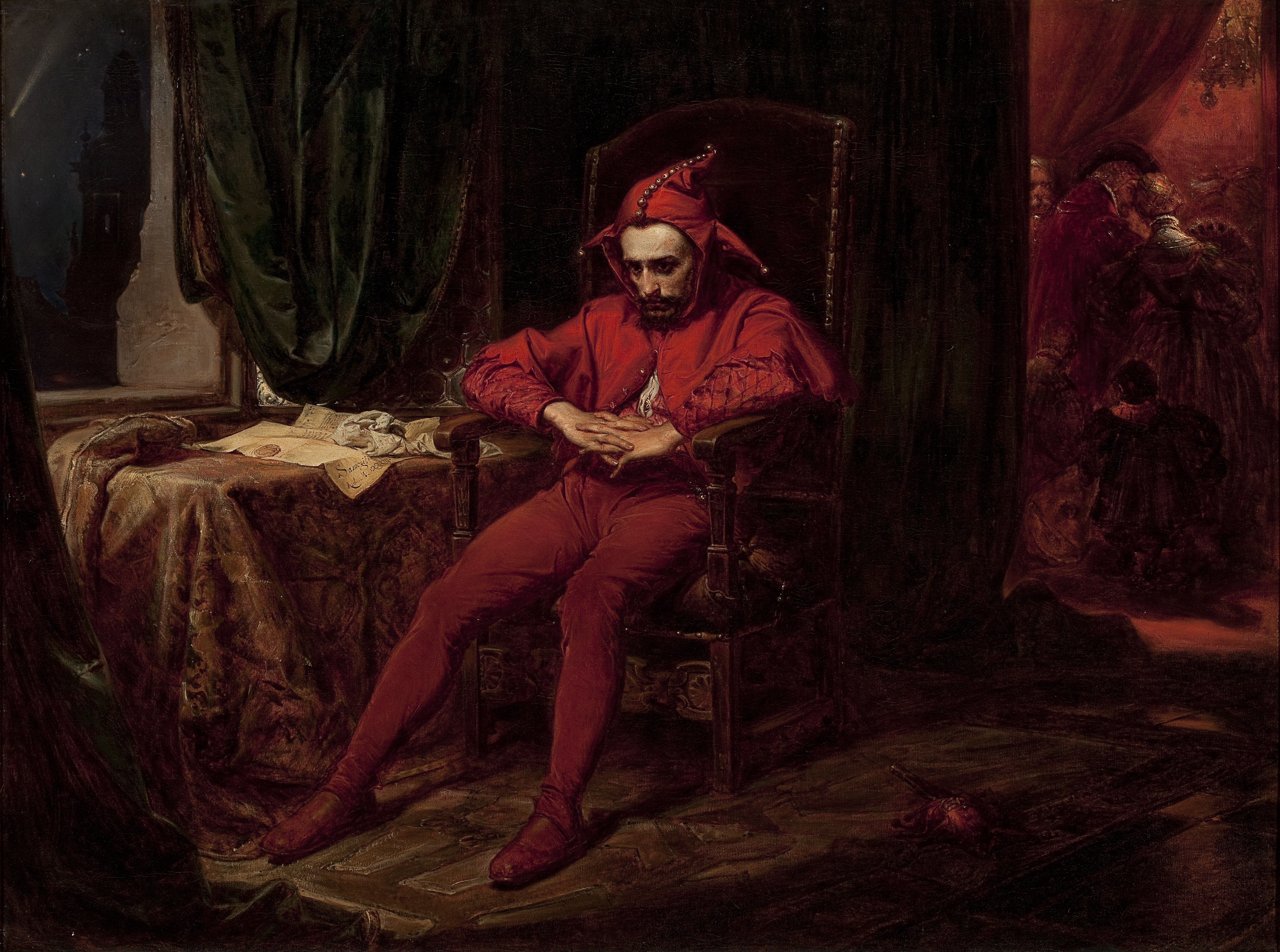
Stańczyk w czasie balu na dworze królowej Bony wobec straconego Smoleńska – obraz Jana Matejki z 1862 r.

W roku 1395 wielki książę Witold opanował Smoleńsk, który utracił w roku 1401, co było konsekwencją jego ogólnego osłabienia spowodowanego klęską nad Worsklą. Ponowna aneksja Smoleńska nastąpiła dopiero po kilku latach, gdy Witold, wykorzystując ucieczkę Jerzego Światosławowicza z miasta, zajął je, włączając ostatecznie 26 czerwca 1404 do Wielkiego Księstwa Litewskiego.
14 lipca 1500 roku, podczas ofensywy militarnej Moskwy na Smoleńsk, doszło do bitwy nad rzeką Wiedroszą (około 70 km na wschód od Smoleńska), pomiędzy wojskiem litewskim Aleksandra Jagiellończyka, dowodzonym przez hetmana Konstantego Iwanowicza Ostrogskiego, a kilkukrotnie liczniejszym wojskiem moskiewskim Iwana III, pod dowództwem Daniła Szczenię. Bitwa zakończyła się klęską Litwy. Wojsko moskiewskie zwróciło się po tym triumfie na południe w kierunku Kijowa.
6 września 1502 podczas wojny moskiewsko-litewskiej (1500–1503) miasto obroniło się przed armią moskiewską dowodzoną przez Iwana III. Skuteczną obroną dowodził Stanisław Kiszka.
W 1508 roku utworzono województwo smoleńskie.
W listopadzie 1512 roku wielki książę moskiewski Wasyl III wypowiedział wojnę Litwie. W styczniu 1513 wojska moskiewskie, podeszły pod miasto. Trwające dwa miesiące pierwsze oblężenie Smoleńska zakończyło się niepowodzeniem Wasyla, podobnie załamały się dwa inne kierunki natarcia jego armii – na Połock i Witebsk. Późnym latem wojsko moskiewskie ponownie stanęło pod Smoleńskiem i ponownie zostało odepchnięte przez zmobilizowane wysiłkiem Zygmunta I Starego, Korony i Litwy oddziały zaciężne. Hetman Konstanty Ostrogski usuwał skutecznie oddziały moskiewskie na całej linii ofensywy armii moskiewskiej: od Połocka do Kijowa. W międzyczasie doszło do strategicznego sojuszu cesarza Maksymiliana I Habsburga z Moskwą, przeciwko Polsce. W połowie kwietnia 1514, wsparte sojuszem politycznym z Maksymilianem wojska Wasyla III, rozpoczęły wspólne oblężenie wspierane posiłkami pod wodzą kniazia Michała Glińskiego, i samego wielkiego księcia Wasyla III. 300 dział oblężniczych, obsługiwanych przez ściągniętych do Moskwy niemieckich i włoskich specjalistów uderzyło na najpotężniejszą twierdzę wschodniej Europy. 31 lipca 1514 roku wojewoda smoleński Jerzy Sołłohub skapitulował przed wojskami Wielkiego Księstwa Moskiewskiego. Wojska cara Moskwy Wasyla III (cesarz Maksymilian I Habsburg nadał Wasylowi III tytuł cara 4 sierpnia 1514 roku, przed zdobyciem przez niego Smoleńska) zdobyły oprócz twierdzy w Smoleńsku, gęsto zaludnioną ziemię smoleńską aż po Mścisław i Krzyczew na południu, w drodze na Kijów.

### W państwie moskiewskim
Posłujący do Rosji Antonio Possevino oceniał w 1582 roku liczbę mieszkańców Smoleńska na 20 tysięcy, choć zastrzegał przy tym, że władze rosyjskie rozmyślnie spędzają wieśniaków do miast, przez które przejeżdżają poselstwa, by wydawały się bogatsze i ludniejsze niż w rzeczywistości.
Do końca XVI wieku Smoleńsk posiadał wały drewniano-ziemne. W 1596 car Fiodor I postanowił unowocześnić fortyfikacje miasta, powierzając kierownictwo robót Borysowi Godunowowi. Budową bezpośrednio kierował jeden z najlepszych specjalistów rosyjskich w dziedzinie fortyfikacji Fiodor Sawilejew, zwany przez współczesnych „Koniem”. Gdy Godunow w 1598 został carem, powierzył nadzór okolicznemu Buturlinowi, kniaziowi Zwinigrodzkiemu i diakowi Pieriefijewowi. Pomimo przyśpieszenia prac (do robót miano spędzić według niektórych nawet 300 tys. ludzi), główne roboty ukończono dopiero w 1602 roku, a prace wykończeniowe ciągnęły się do 1609 roku. Mury nowej twierdzy miały 6500 metrów długości, 10–15 metrów wysokości i grubość 5–6 metrów. Baszty miały do 33 m.

### W Rzeczypospolitej

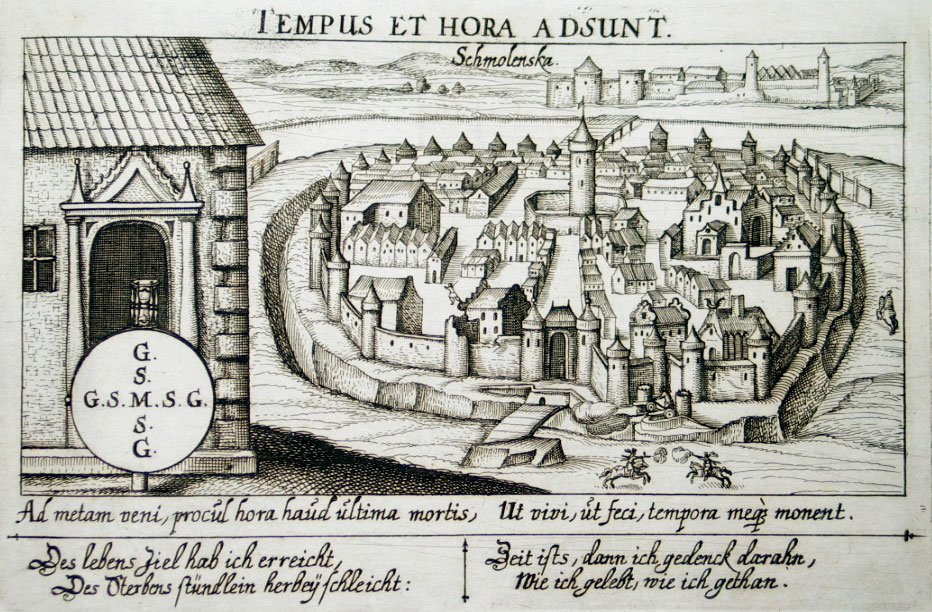
Smoleńsk w XVII wieku

W czasie wojny polsko-rosyjskiej 1609–1618, oblężony i zdobyty 13 czerwca 1611 przez wojska Rzeczypospolitej. 6 listopada 1611 roku król Polski Zygmunt III Waza nadał Smoleńskowi prawo magdeburskie. W tym też roku król erygował katolickie biskupstwo smoleńskie.
Zdobycie Smoleńska umożliwiła niefortunna konstrukcja zachodniej części twierdzy, która pozwoliła na podkładanie min. Po zdobyciu twierdzy, w latach 1629–1631, wyburzono ten odcinek murów wraz z dwiema basztami, a na jego miejscu wybudowano wzorowaną na nowoczesnych fortyfikacjach holenderskich pięcioramienną murowano-ziemną konstrukcję, znaną pod nazwą Fortalicja Zygmuntowska. Pracami zarządzał wojewoda smoleński Aleksander Gosiewski.

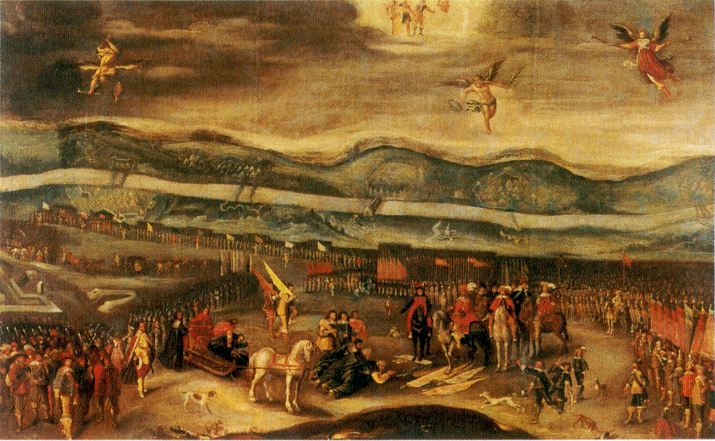
Kapitulacja Michała Szeina przed królem Polski Władysławem IV

Podczas wojny smoleńskiej (1632–1634) Rosjanie ponownie oblegali Smoleńsk od 18 października 1632 roku do 3 października 1633 roku. W dniu 1 marca 1634 roku wojska moskiewskie dowodzone przez Michaiła Szeina skapitulowały przed przybyłym na odsiecz królem Władysławem IV.
W 1635 roku Smoleńsk szacowano na 6000 mieszkańców i około 1000 domów.
Na przełomie maja i czerwca 1654 roku trzy armie rosyjskie, liczące łącznie około 70 tysięcy, przekroczyły granicę Rzeczypospolitej, z czego pod Smoleńsk miało iść ok. 41 tysięcy. 7 lipca car Aleksy I Romanow obległ Smoleńsk, który po obronie skapitulował 3 października 1654 roku. Na mocy kończącego wojnę rozejmu w Andruszowie w 1667, Smoleńsk przeszedł do Rosji.

### Panowanie rosyjskie
22 września 1708 Szwedzi pokonali Rosjan w bitwie pod Smoleńskiem w czasie wielkiej wojny północnej. W grudniu 1708 Smoleńsk został stolicą nowo utworzonej guberni smoleńskiej, którą już w 1713 zlikwidowano, lecz reaktywowano ją w 1726.
W 1764 roku Katarzyna II wydała instrukcje dotyczące rusyfikacji Ukrainy, Smoleńska (wówczas miasto zamieszkiwane było głównie przez Białorusinów), krajów bałtyckich i Finlandii. Polityka ta polegała na niszczeniu sakralnych budowli, ograniczaniu używania języka białoruskiego, aresztowaniach lokalnych polityków i zastępowaniu ich przez Rosjan.
Według spisu z 1780 roku w Smoleńsku było około 3000 domów, w których mieszkało około 11000 osób.
Po insurekcji kościuszkowskiej w klasztorze w Smoleńsku Rosjanie więzili polskiego oficera Józefa Kopcia.
Do 1809 roku ostatnim biskupem smoleńskim był Tymoteusz Gorzeński – późniejszy prymas Polski.
Podczas kampanii rosyjskiej Napoleona doszło do zwycięskiej bitwy połączonych sił francusko-polskich (16–18 sierpnia 1812). 17 sierpnia 1812 do miasta wkroczyły siły polskie, a kilka godzin później francuskie. W bitwie poległ generał Michał Grabowski. Ponadto wzięli w niej udział m.in. Józef Poniatowski, Józef Zajączek, Jan Krukowiecki, Józef Sowiński, Jan Nepomucen Umiński, Franciszek Morawski, Józef Antoni Kossakowski, Wojciech Chrzanowski. 15–18 listopada 1812 w pobliżu miasta stoczono jedną z największych bitew kampanii – bitwę pod Krasnym.
Według carskich danych w 1897 miasto zamieszkiwali najliczniej Rosjanie (79,88%), Żydzi (8,90%) i Polacy (6,45%).
W 1901 w mieście uruchomiono komunikację tramwajową.
Od 25 marca 1918 do 5 stycznia 1919 Białoruska Republika Ludowa rościła sobie prawa do terenu Smoleńska. 1 stycznia 1919 grupa komunistów białoruskich, na terenie kontrolowanym przez Armię Czerwoną, ogłosiła w Smoleńsku, gdzie tymczasowo mieściły się władze radzieckie tzw. obwodu zachodniego, powstanie Białoruskiej Socjalistycznej Republiki Radzieckiej. 5 stycznia 1919 roku, po zajęciu bez walki Mińska przez Armię Czerwoną, nastąpił kres istnienia Białoruskiej Republiki Ludowej. 7 stycznia przeniesiono do Mińska stolicę nowo powstałej BSRR. Od 1922 Smoleńsk stanowił część ZSRR. W pobliżu miasta znajduje się Katyń, miejsce zbrodni popełnionej na polskich oficerach.

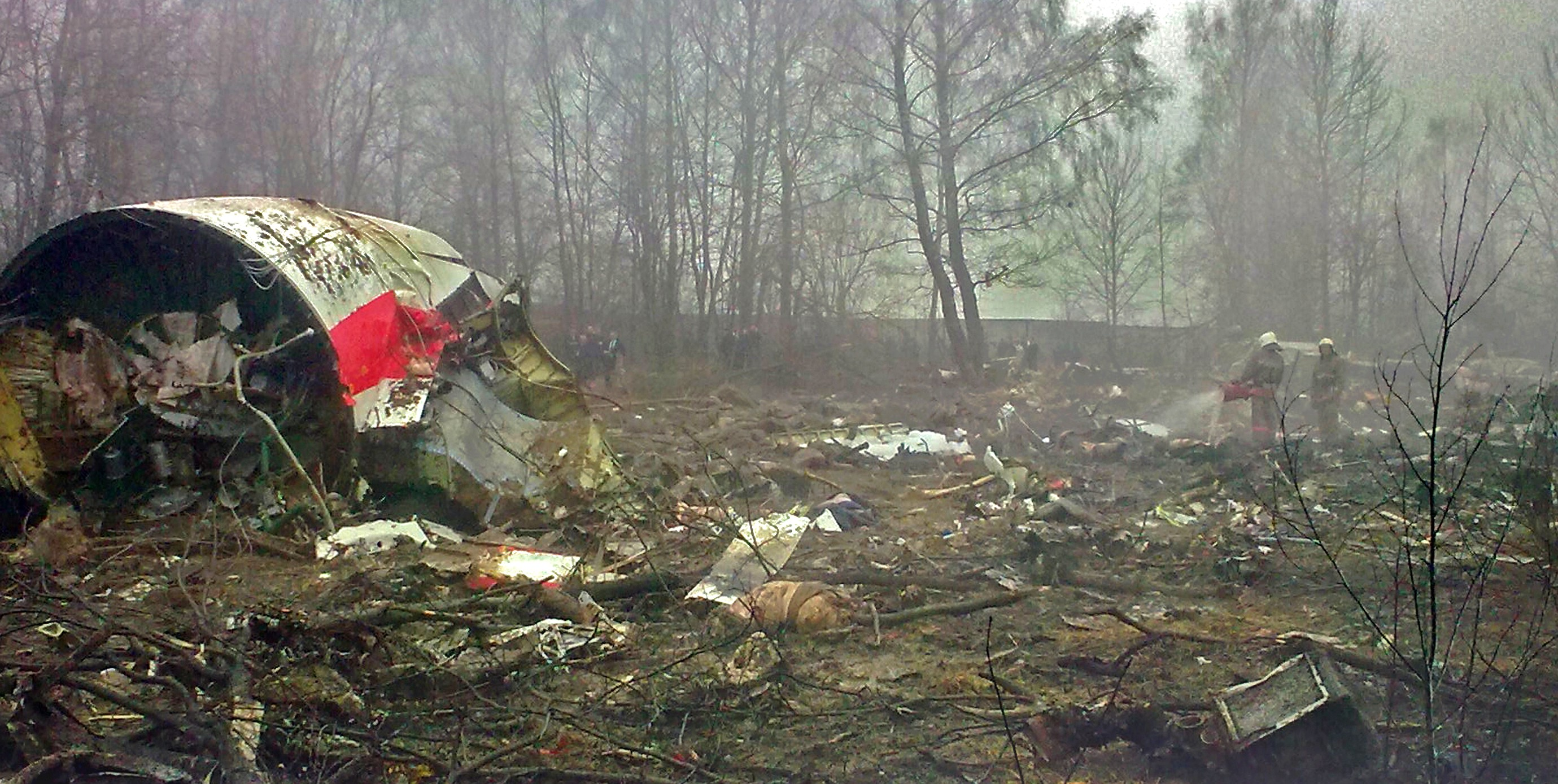
Katastrofa polskiego Tu-154 w Smoleńsku

Podczas II wojny światowej latem 1941 roku Smoleńsk został zdobyty w bitwie przez Niemcy i prawie w całości zniszczony.
Warto odnotować przypadek niemieckiego oporu antyhitlerowskiego z okresu II wojny światowej. Dwaj oficerowie ze Sztabu Grupy Armii Środek: generał major Henning von Tresckow i jego adiutant Fabian von Schlabrendorff 13 marca 1943 na lotnisku w Smoleńsku umieścili bombę w samolocie, którym Hitler wracał do Kętrzyna po inspekcji wojsk. Bomba jednak nie zadziałała.
Kontrolę nad miastem Sowieci odzyskali we wrześniu 1943 roku.
10 kwietnia 2010 w Smoleńsku, przy lądowaniu na lotnisku wojskowym Smoleńsk-Siewiernyj, doszło do katastrofy polskiego samolotu 36 Specjalnego Pułku Lotnictwa Transportowego z prezydentem Lechem Kaczyńskim oraz 95 pasażerami i członkami załogi na pokładzie.

## Zabytki

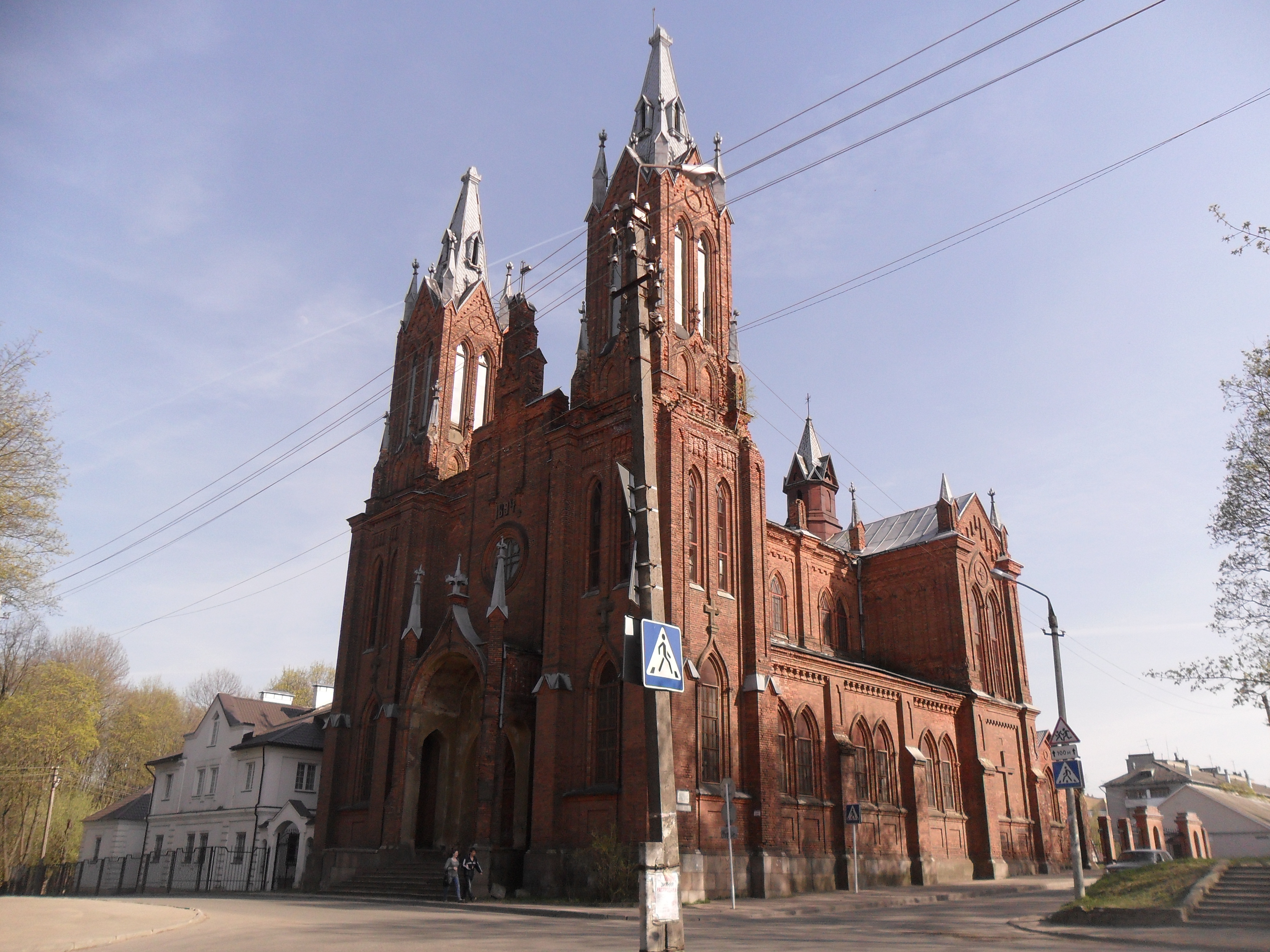
Kościół Niepokalanego Poczęcia NMP

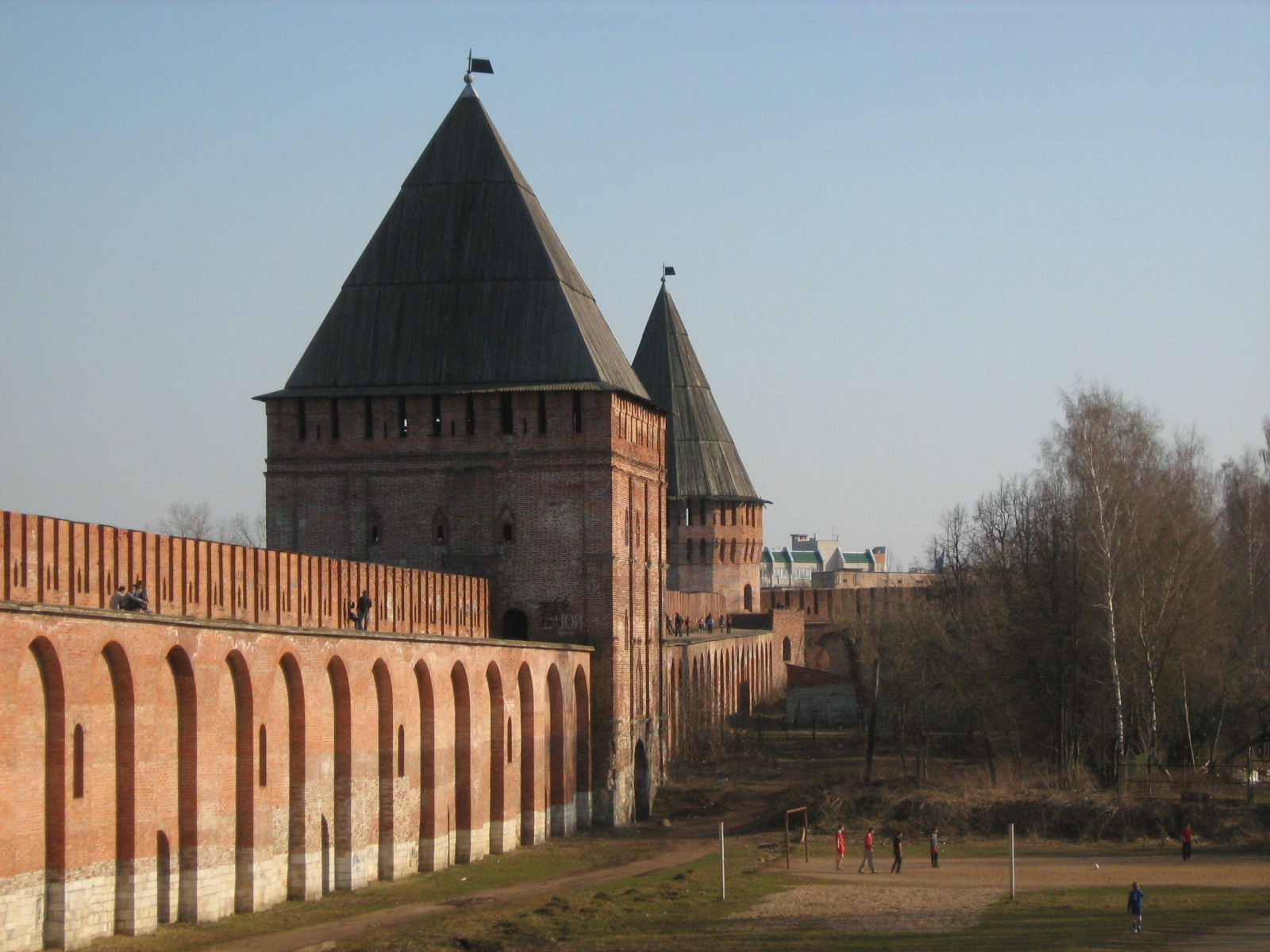
Kreml

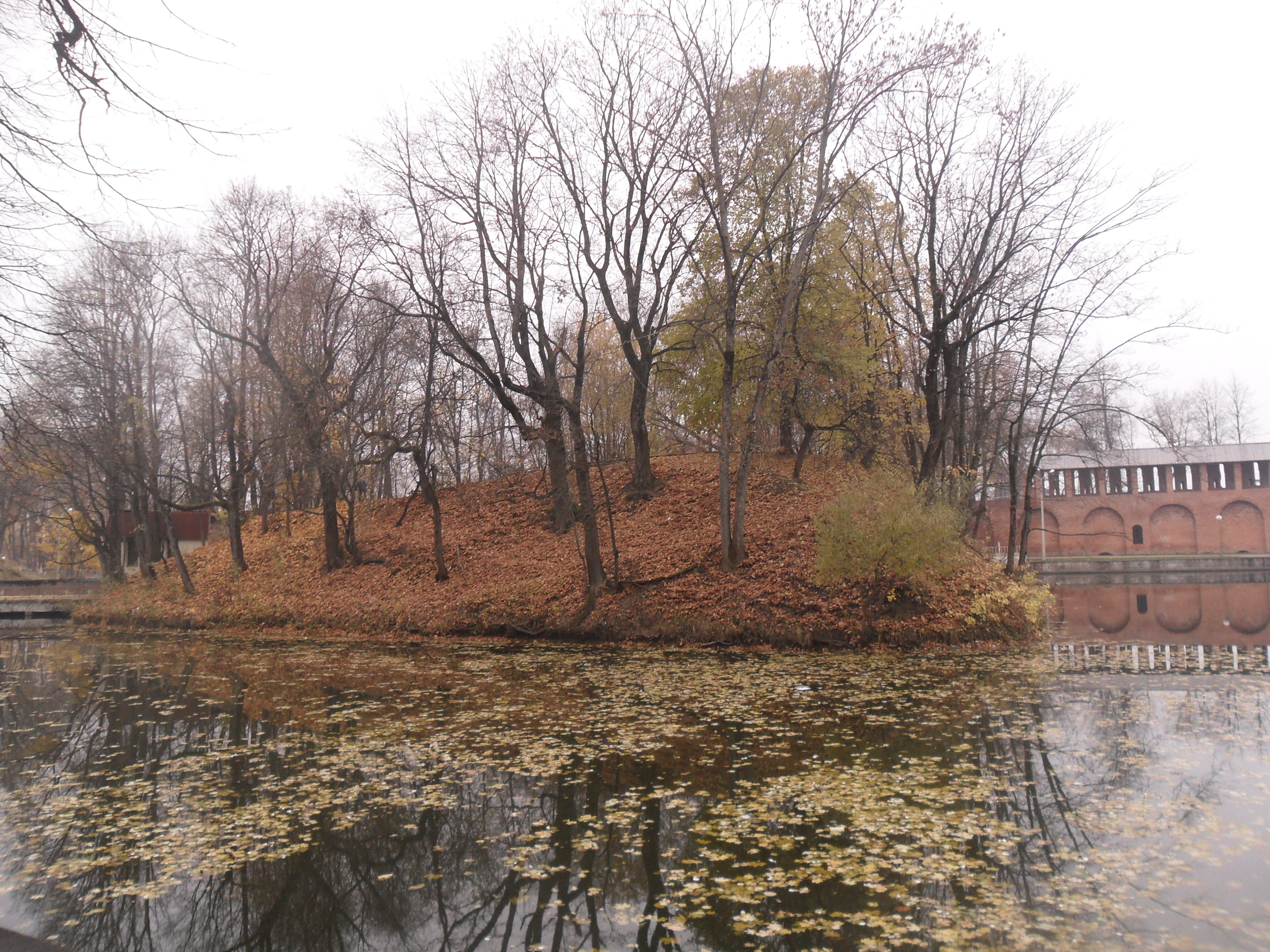
Bastion królewski Zygmunta III Wazy

Stara część miasta znajduje się na prawym brzegu rzeki.
- cerkiew św. Piotra i Pawła
- cerkiew św. Jana (XII wiek)
- cerkiew św. Michała Archanioła
- kreml (przełom XVI i XVII w.)
- sobór Zaśnięcia Matki Bożej (XVII – XVIII w.)
- mury obronne
- bastion królewski Zygmunta III Wazy z XVII w.
- kościół Niepokalanego Poczęcia NMP z lat 90. XIX w. oraz Cmentarz Polski
- kuźnia (XVII-XVIII w.)
- sobór Objawienia Pańskiego (XVIII w.)
- cerkiew św. Jerzego (XVIII w.)
- cerkiew św. Barbary (XVIII w.)
- cerkiew Zwiastowania Pańskiego (XVIII w.)
- gmach Filharmonii Smoleńskiej
- dworzec kolejowy
- pałac Gubernatora (XVIII w.)
- kościół luterański (XIX w.)
- dom Engelhardta
- zespół budynków straży pożarnej (przełom XIX-XX w.)
- zespół koszar (pocz. XX w.)
- Dom-Komuna (lata 30. XX w.)
- kamienice z XIX i XX w.

## Gospodarka
W mieście rozwinął się przemysł maszynowy, elektrotechniczny, włókienniczy, skórzany, spożywczy, materiałów budowlanych oraz drzewny.

## Nauka
W Smoleńsku mieszczą się m.in. Smoleńska Państwowa Akademia Medyczna i akademia wojskowa.

## Religia
- diecezja smoleńska
- eparchia smoleńska

## Sport
- Dniepr Smoleńsk – klub piłkarski
- Iskra Smoleńsk – klub piłkarski

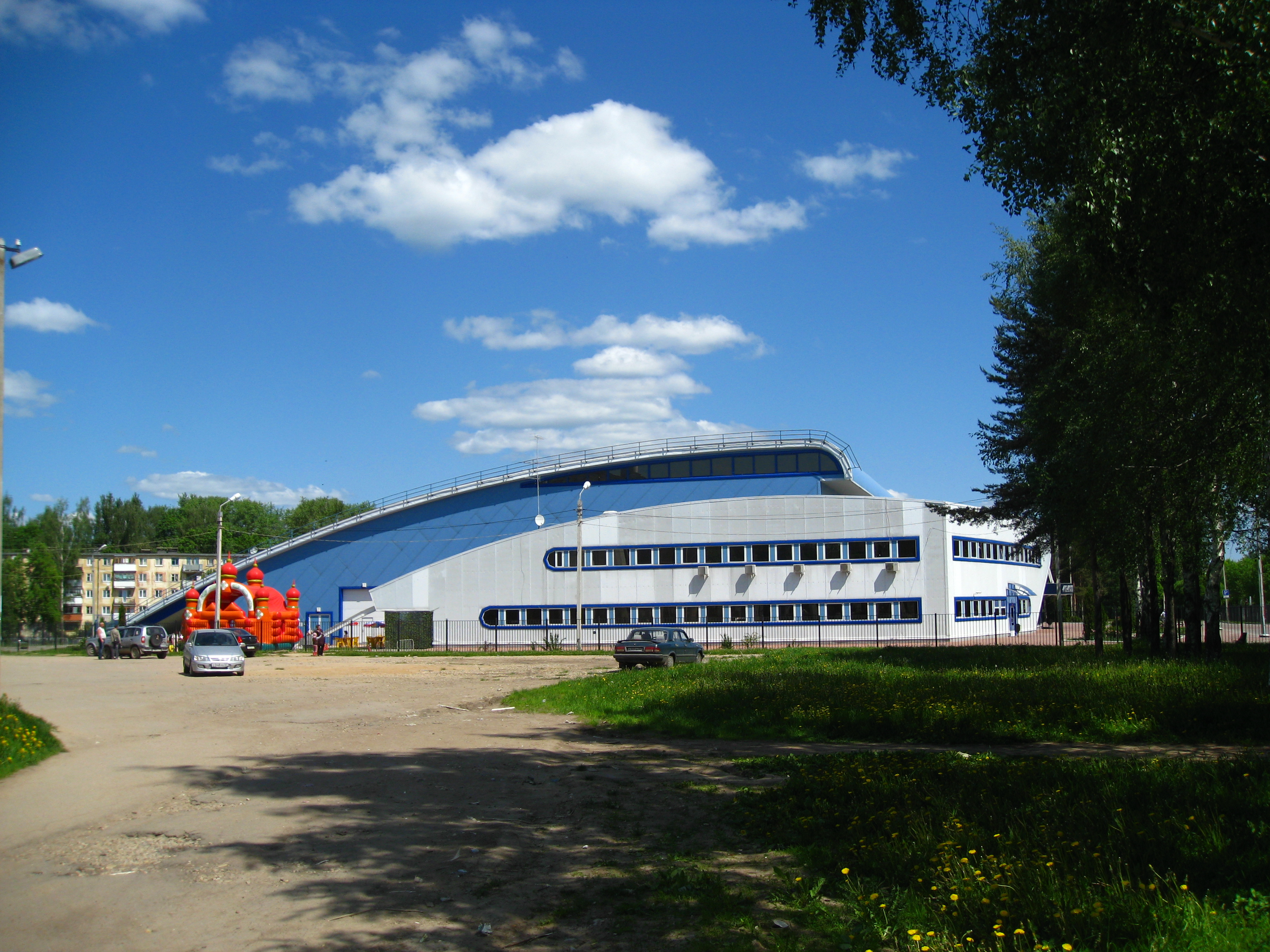
Lodowisko Ledowyj Dworiec SGAFKST

- Sławuticz Smoleńsk – klub hokejowy

## Osoby związane ze Smoleńskiem
- Eduard Chil – rosyjski piosenkarz barytonowy,
- Stefan Denisewicz – polski duchowny katolicki, biskup mohylewski,
- Katarzyna (Jefimowska) – rosyjska mniszka prawosławna, twórczyni monasteru Narodzenia Matki Bożej w Leśnej,
- Ilja Iwaniuk – rosyjski lekkoatleta specjalizujący się w skoku wzwyż,
- Mieczysław Krzywicki – polski etymolog,
- Dominik Pac – poseł i kasztelan smoleński,
- Nikołaj Przewalski – rosyjski geograf, generał, badacz środkowej i wschodniej Azji,
- Jan Damascen Sokołowski OP – przeor klasztoru dominikanów w Smoleńsku, zmarł tutaj[21],
- Józef Sołtan – prawosławny biskup smoleński,
- Leon Szwed – polski poeta i prozaik,
- Kazimierz Wejchert – polski architekt, urbanista, profesor, mistrz Polski w siatkówce.

## Współpraca
- Tulle, Francja
- Hagen, Niemcy
- Colorado Springs, Stany Zjednoczone
- Kercz, Ukraina
- Tyrgowiszte, Bułgaria
- Woodstock, Stany Zjednoczone

## Galeria

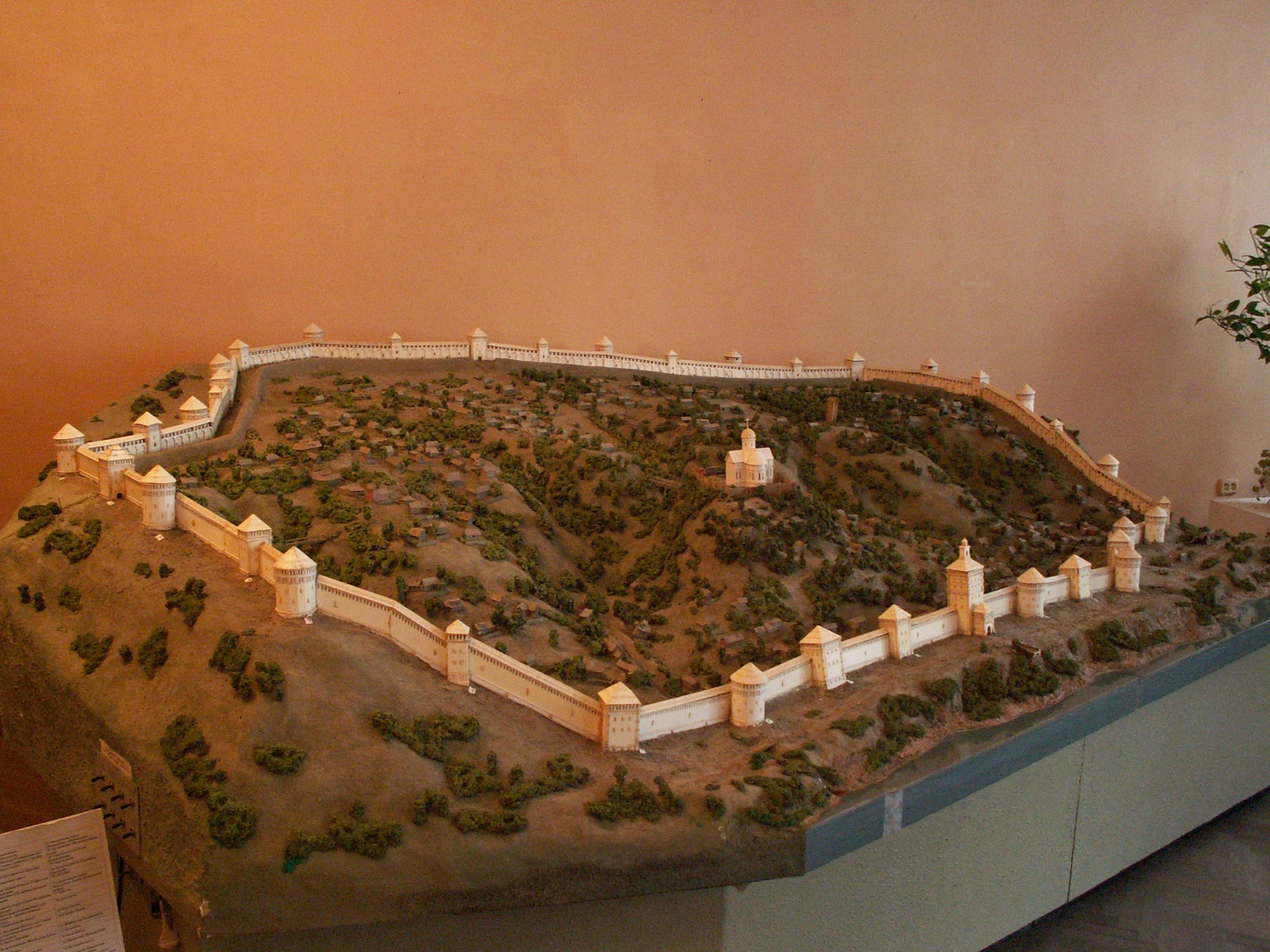
Makieta twierdzy smoleńskiej
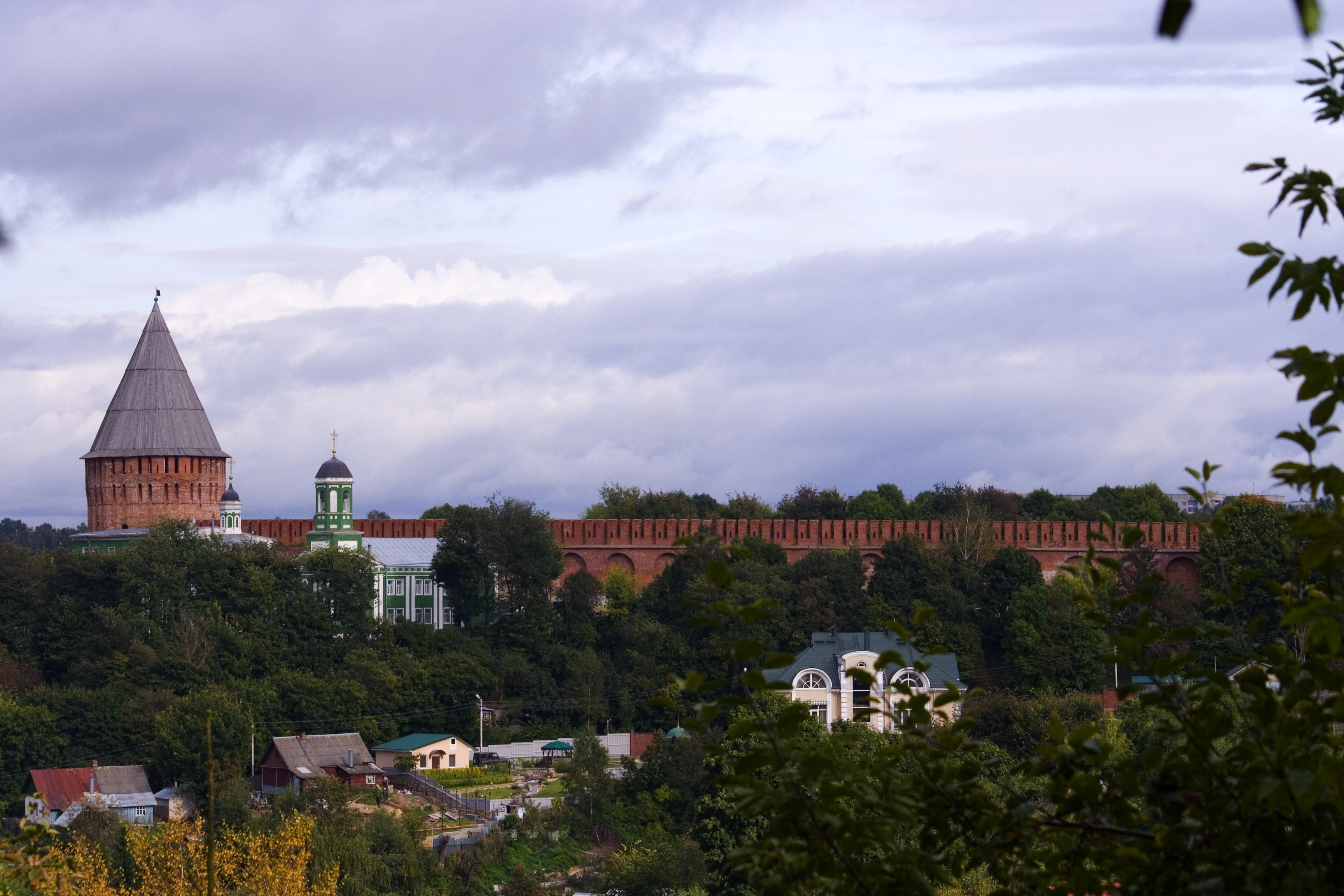
Smoleński kreml
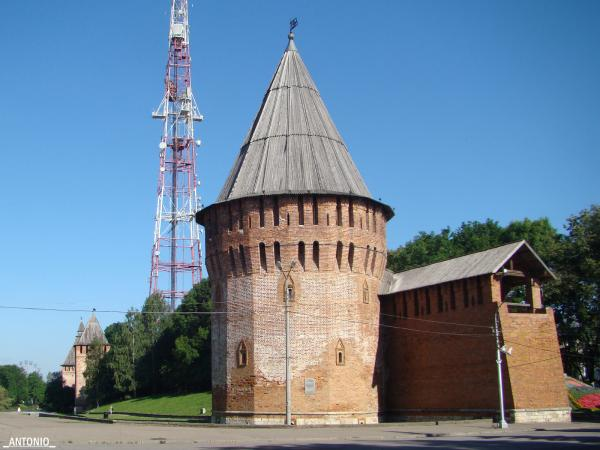
Baszta Gromowa
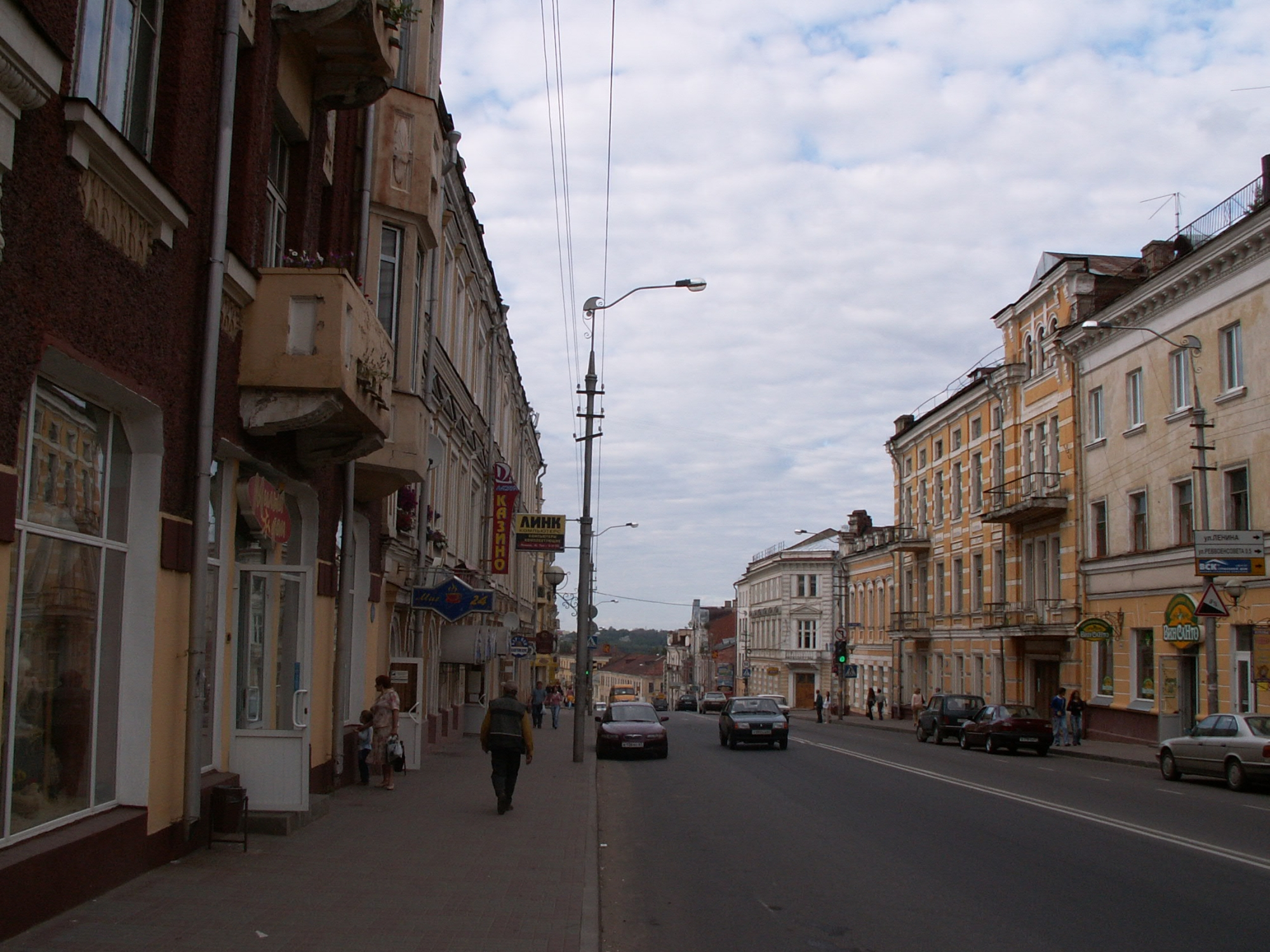
Ulica w Smoleńsku
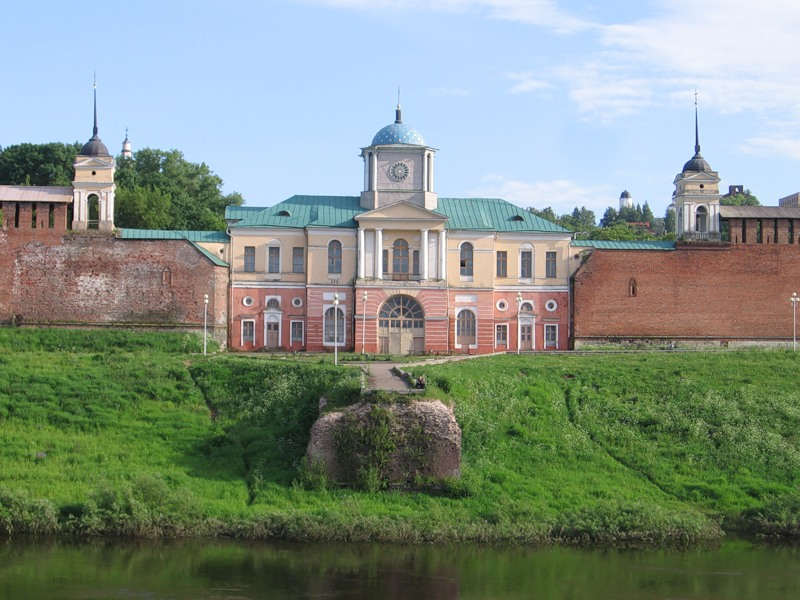
Brama Dnieprowska
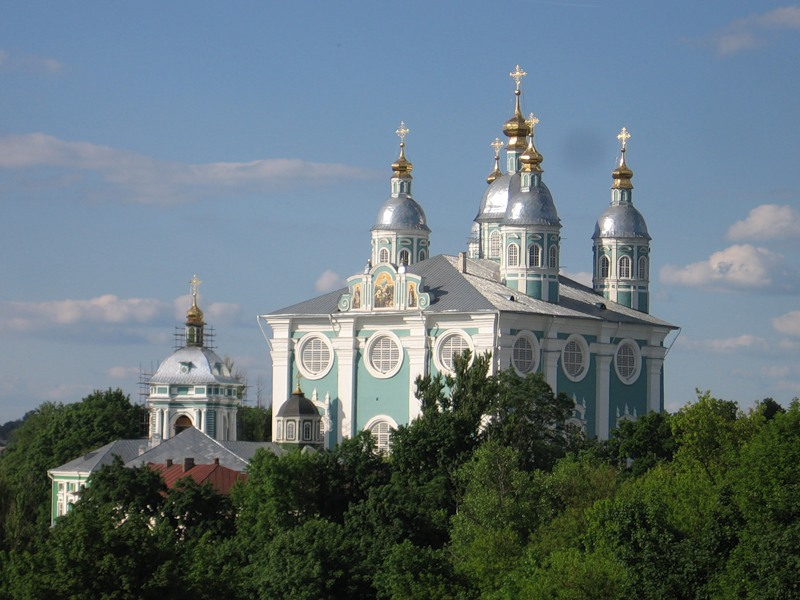
Sobór Zaśnięcia Matki Bożej
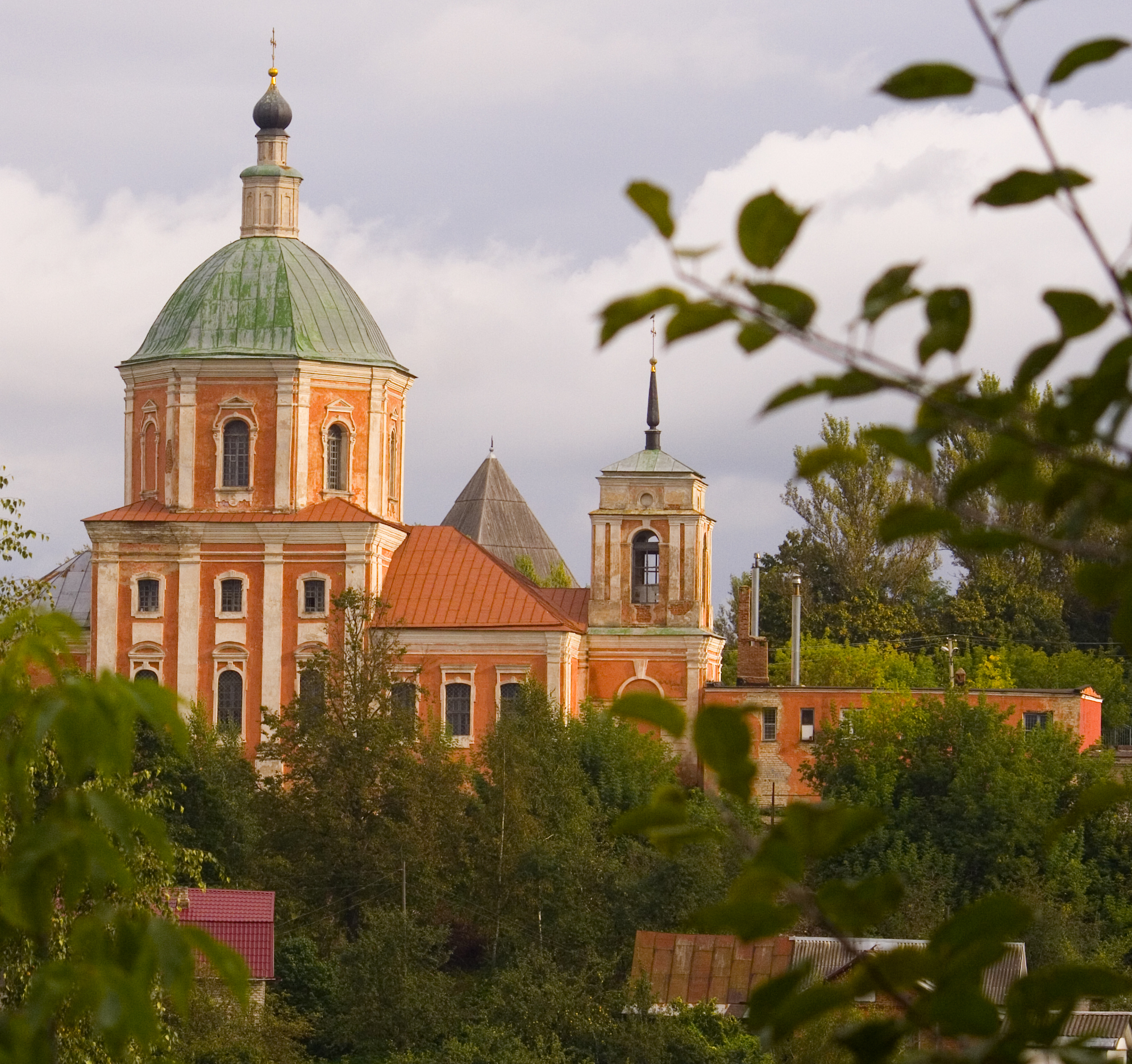
Cerkiew św. Jerzego
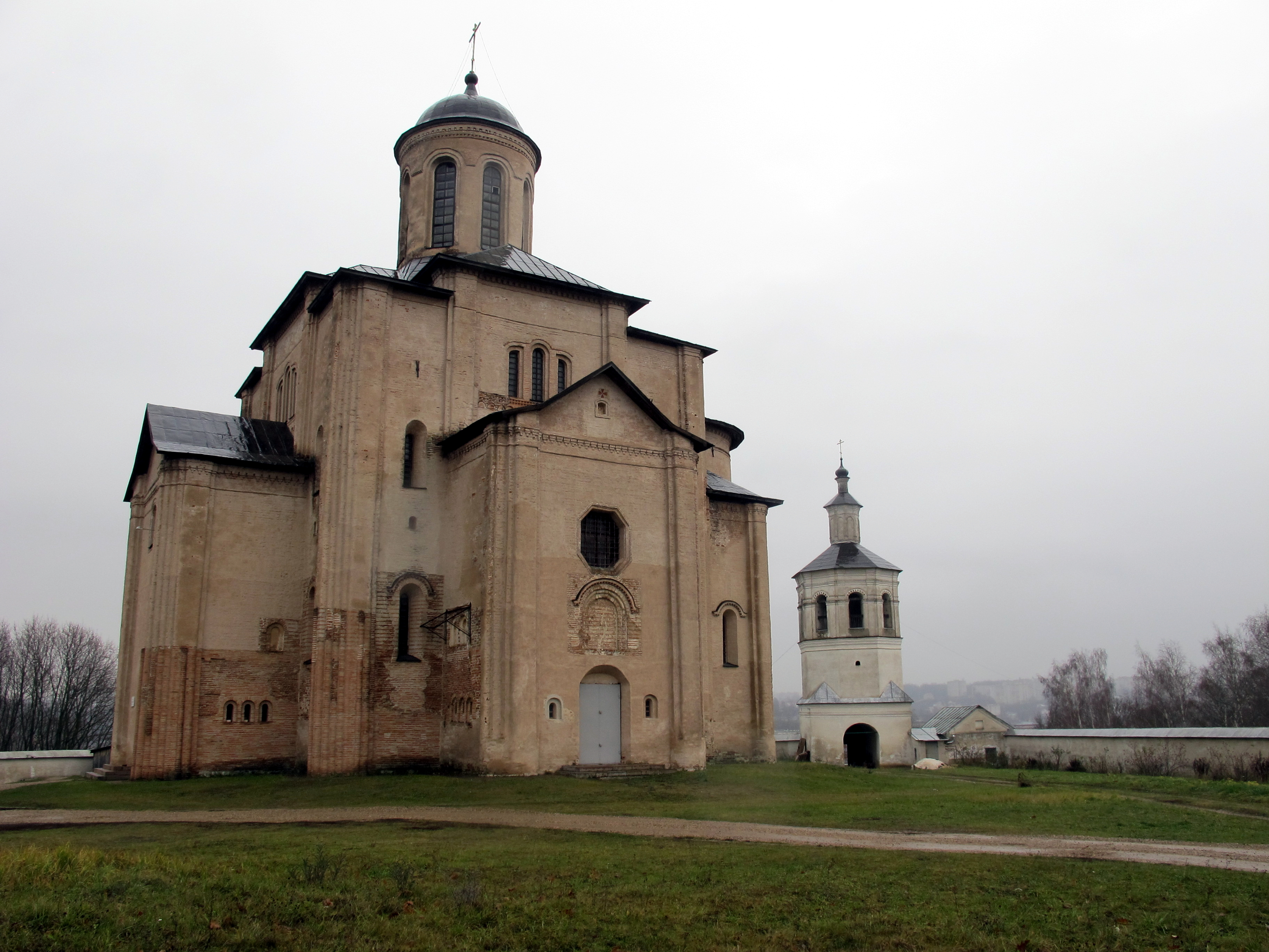
Cerkiew św. Michała Archanioła
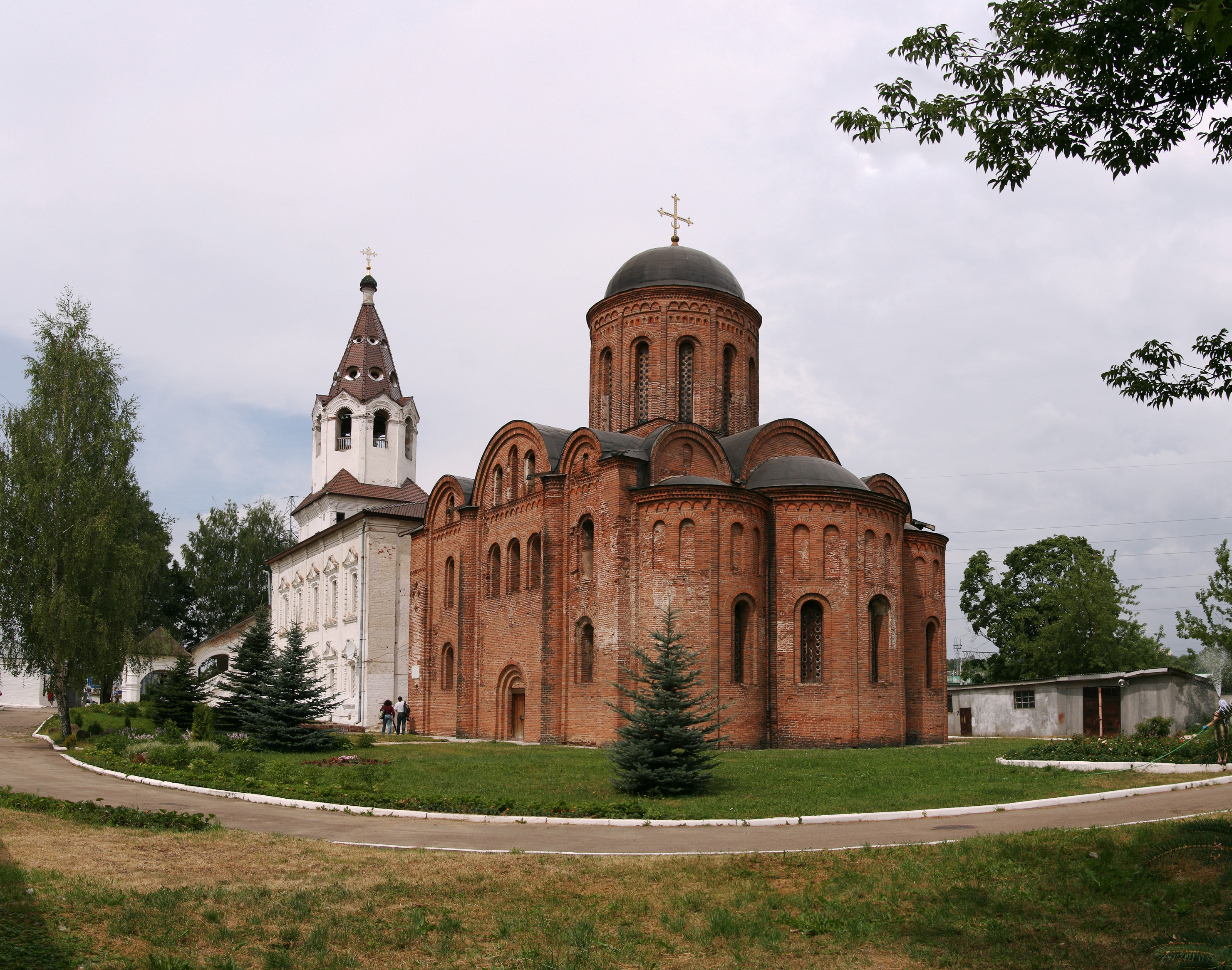
Cerkiew św. Piotra i Pawła
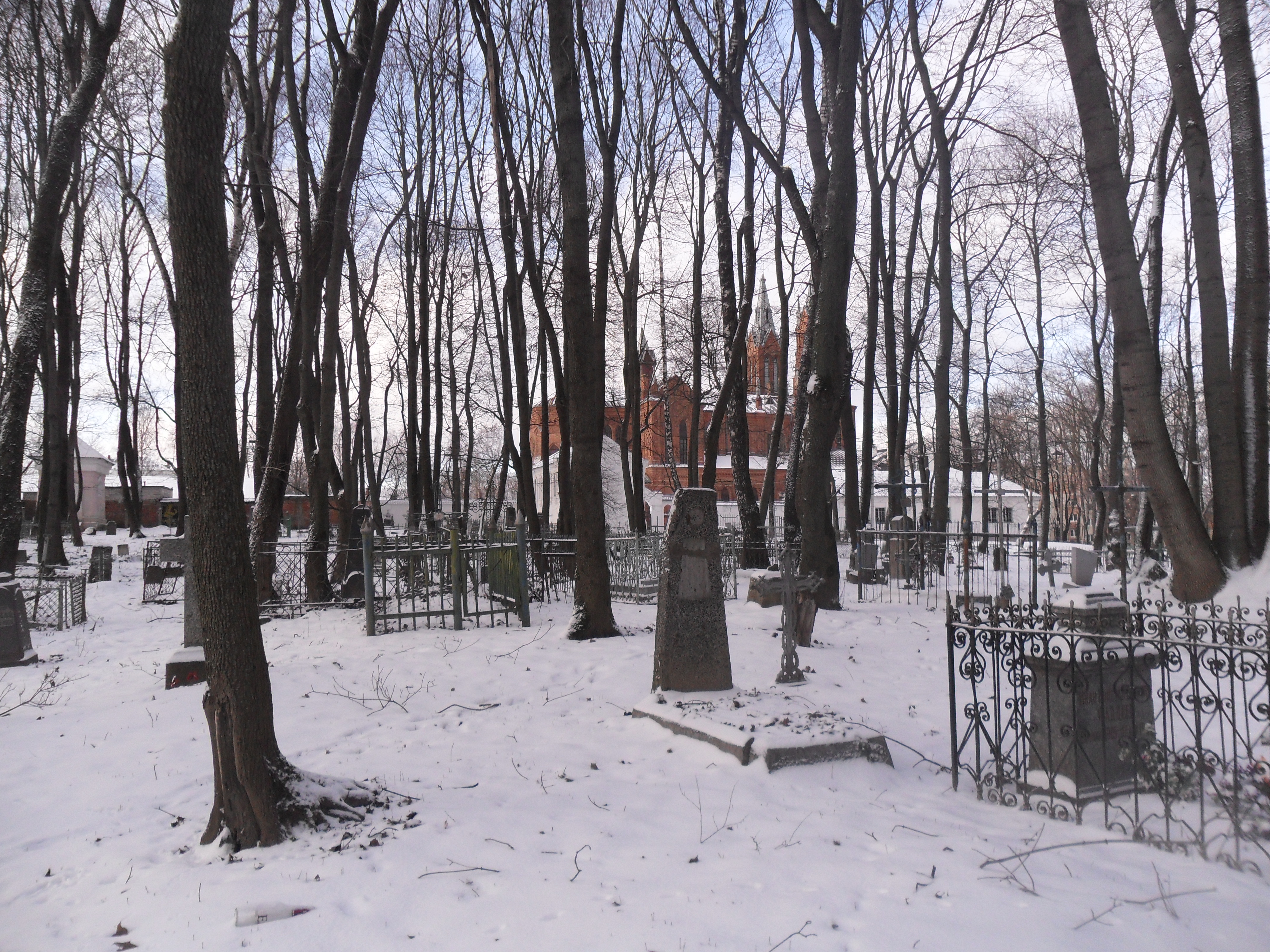
Cmentarz Polski
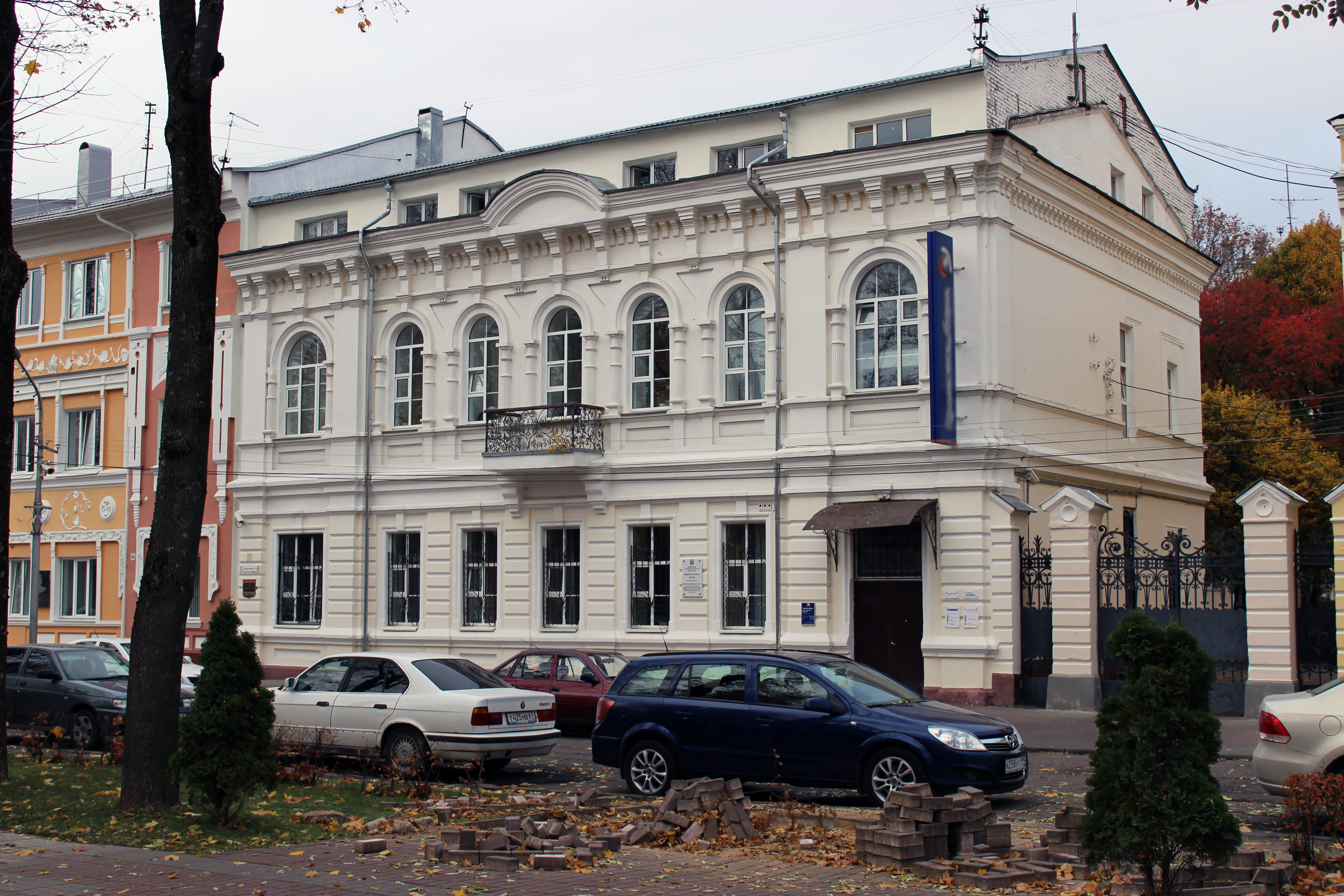
Kamienica
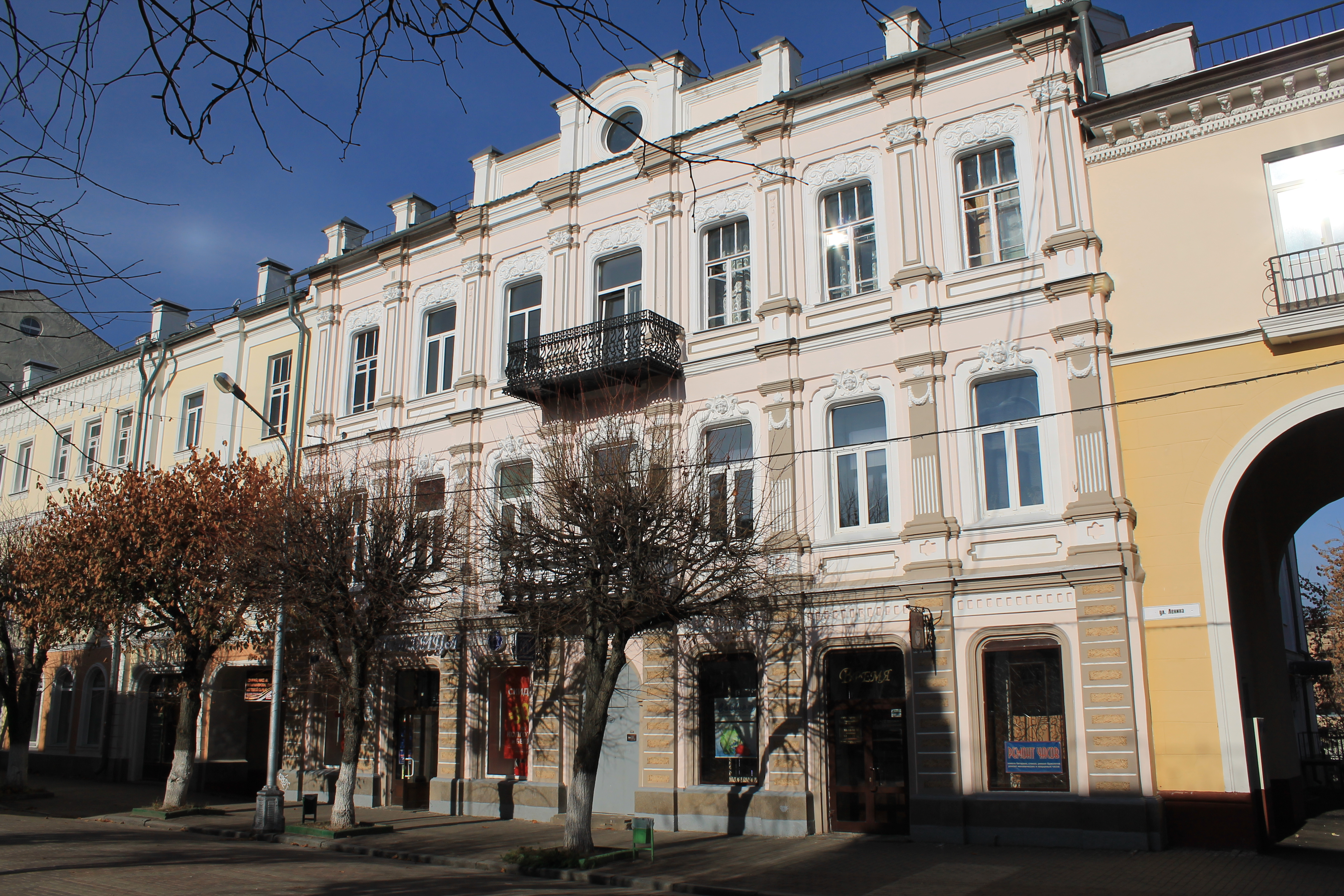
Kamienica
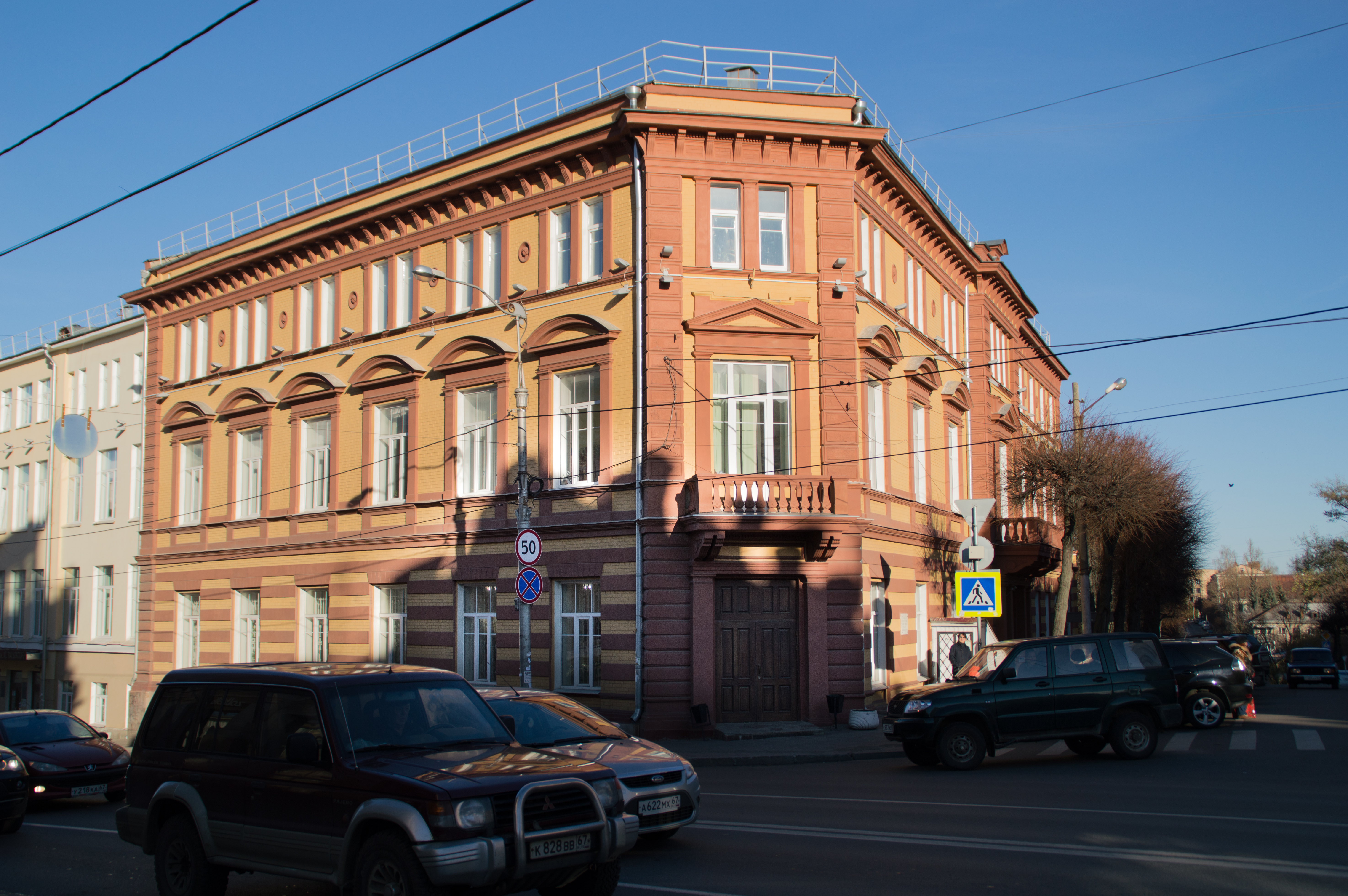
Kamienica
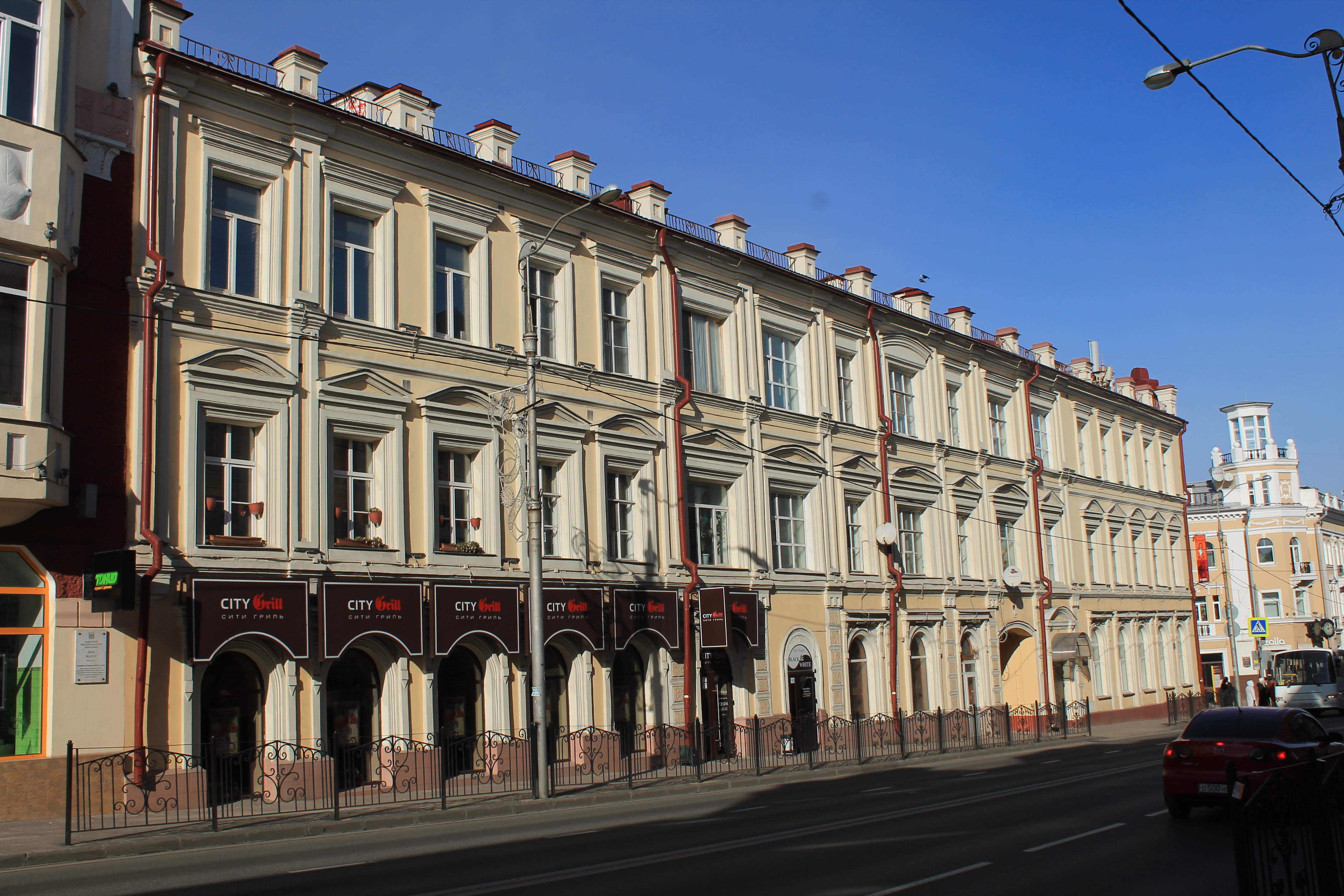
Kamienica